# Великоокнинский сельский совет
Великоокнинский сельский совет (укр. Великовікнинська сільська рада) — входит в состав
Збаражского района
Тернопольской области
Украины.
Административный центр сельского совета находится в 
с. Великие Окнины.

## История
- 1940 — дата образования.

## Населённые пункты совета
- с. Великие Окнины
- с. Котюжины
- с. Малые Окнины